# Falklandeilanden op de Gemenebestspelen

Vlag van de Falklandeilanden

De Falklandeilanden is een eilandengroep die deelneemt aan de Gemenebestspelen (of Commonwealth Games). Sinds 1982 hebben de Falklandeilanden elfmaal deelgenomen. In totaal over deze elf edities wonnen de Falklandeilanden nog geen enkele medaille.

## Medailles
| Falklandeilanden op de Gemenebestspelen | Falklandeilanden op de Gemenebestspelen | Falklandeilanden op de Gemenebestspelen | Falklandeilanden op de Gemenebestspelen | Falklandeilanden op de Gemenebestspelen | Falklandeilanden op de Gemenebestspelen |
| --------------------------------------- | --------------------------------------- | --------------------------------------- | --------------------------------------- | --------------------------------------- | --------------------------------------- |
| Jaar                                    | Goud                                    | Zilver                                  | Brons                                   | Totaal                                  | Rang                                    |
| 1982                                    | -                                       | -                                       | -                                       | -                                       | /                                       |
| 1986                                    | -                                       | -                                       | -                                       | -                                       | /                                       |
| 1990                                    | -                                       | -                                       | -                                       | -                                       | /                                       |
| 1994                                    | -                                       | -                                       | -                                       | -                                       | /                                       |
| 1998                                    | -                                       | -                                       | -                                       | -                                       | /                                       |
| 2002                                    | -                                       | -                                       | -                                       | -                                       | /                                       |
| 2006                                    | -                                       | -                                       | -                                       | -                                       | /                                       |
| 2010                                    | -                                       | -                                       | -                                       | -                                       | /                                       |
| 2014                                    | -                                       | -                                       | -                                       | -                                       | /                                       |
| 2018                                    | -                                       | -                                       | -                                       | -                                       | /                                       |
| 2022                                    | -                                       | -                                       | -                                       | -                                       | /                                       |